# Istrijský krátkosrstý honič
Istrijský krátkosrstý honič (anglicky: Istrian Shorthaired Hound, chorvatsky: Istarski Kratkodlaki Gonič) je chorvatské psí plemeno, využívané především jako lovecké. Jedná se o středně velké, lehké a pružné psí plemeno. Krom krátkosrsté varianty existuje i varianta hrubosrstá; istrijský hrubosrstý honič.

## Historie
Plemeno istrijský krátkosrstý honič je poměrně staré a má původ na území dnešního Chorvatska (některé zdroje uvádějí Slovinsko), uvádí se, že se jedná o nejstaršího honiče z Balkánského poloostrova. Co se týče stáří jednotlivých variant, pak je pravdou, že krátkosrstý honič je starší, než hrubosrstý. Krátkosrstá varianta údajně vznikla křížením loveckých psů z Chorvatska s chrty přivezenými Féničany. Lovečtí psi v této oblasti museli být lehcí, pružní a schopni se pohybovat i křovinami nebo kamenitým terénem, což istrijský krátkosrstý honič skutečně dokáže. První záznamy o tomto plemeni se objevují v roce 1337, další až na freskách v kapli sv. Marie v Beramu (město blízko Pazinu), přičemž ty byly vytvořeny okolo roku 1474. V roce 1719 se o těchto psech zmiňuje i Petr Bakič ve své kronice. V této době ještě nebyl název plemene ustálený, proto nacházíme názvy "ilyrská braka" nebo jej místní lidé brali jako jedno s plemenem bosenský hrubosrstý honič.
První istrijští krátkosrstí honiči byli vystaveni v roce 1886 na výstavě ve Vídni. První zápis do plemenné knihy nastal roku 1924 a zápisy probíhaly i nadále, přestože po první světové válce jejich chov i populace značně klesly. První standard byl sepsán a následně oficiálně schválen roku 1973. Ale pak, v roce 1992, nastal velký problém; rozpad Jugoslávie. Nebylo jasné, která země má být zemí původu, právě proto dnes některé zdroje uvádějí Slovinsko a jiné Chorvatsko. Na čí straně je pravda, to se můžeme jen domnívat. Přesto nakonec FCI uznala jako zemi původu Chorvatsko.
FCI zařazuje istrijského krátkosrstého honiče do skupiny honiči a barváři, do sekce honiči a podsekce střední honiči. Oficiální zkratka je IKH a standard plemene nese číslo 151.

## Vzhled

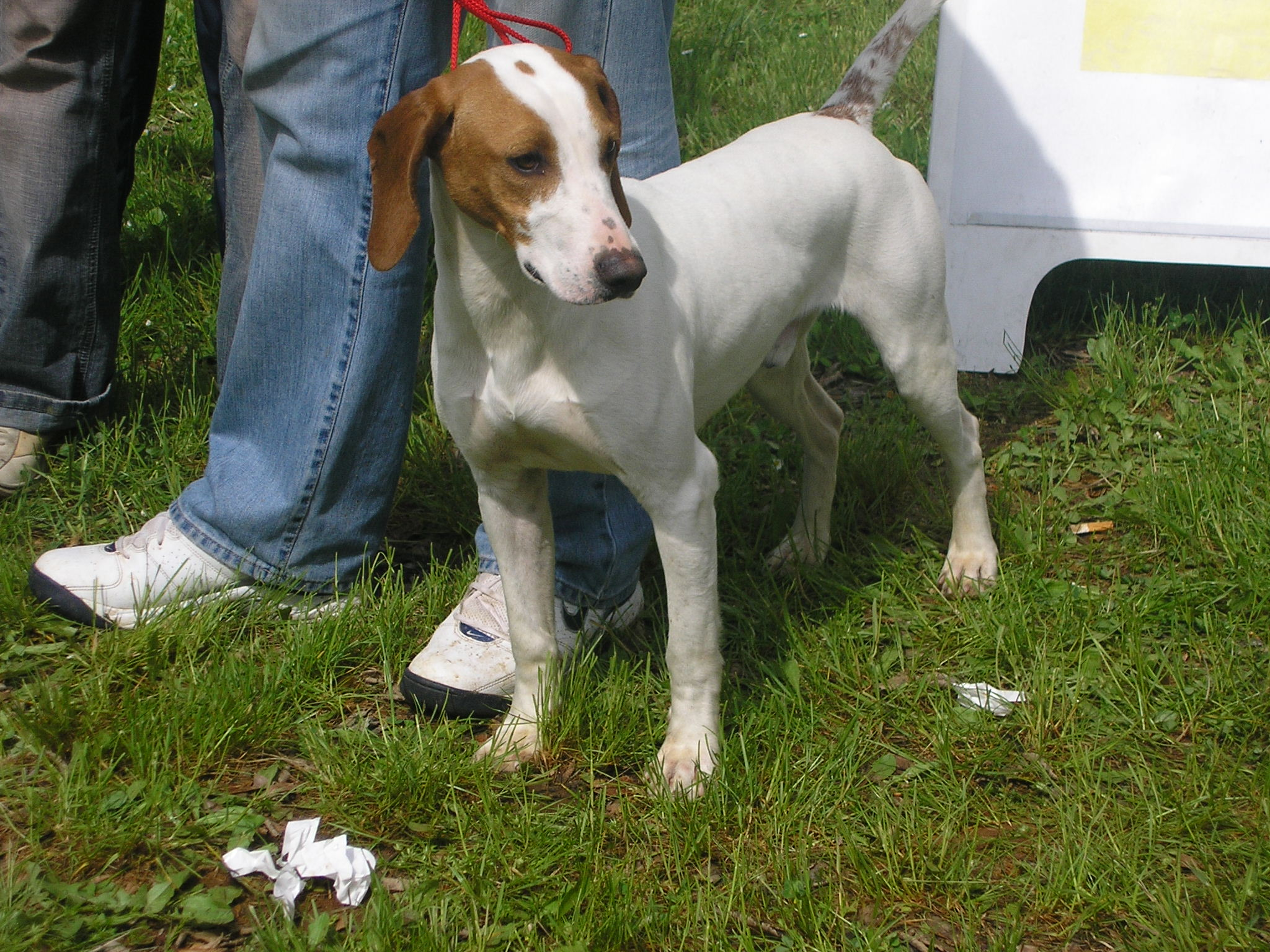
Istrijský krátkosrstý honič v Chorvatsku

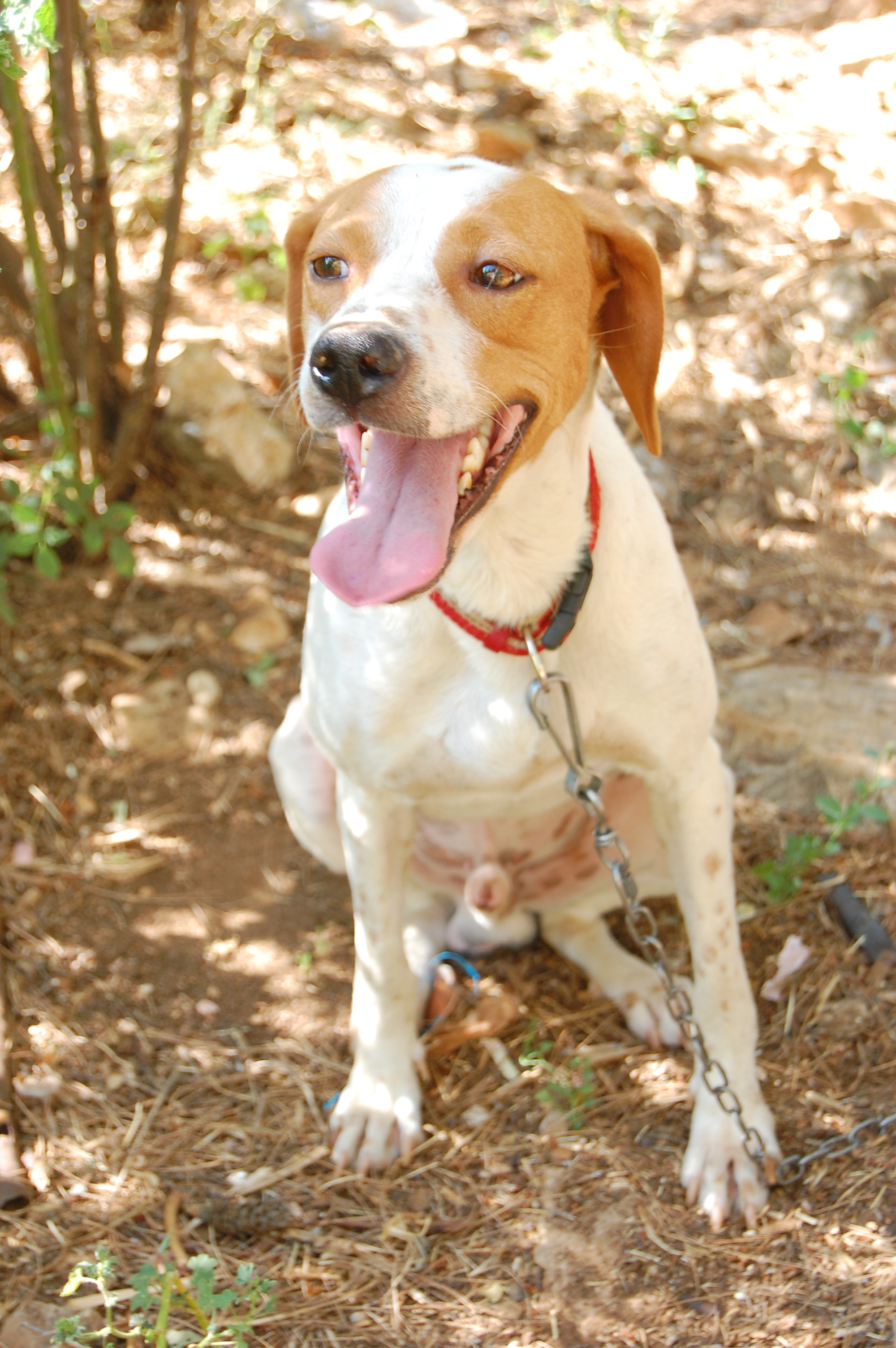

Istrijský krátkosrstý honič je středně velký, lehký, pružný a pohyblivý pes s ušlechtilým a inteligentním výrazem, který podtrhuje sněhobílé zbarvení. Srst, která pokrývá celé tělo, je na dotek hladká a jemná, s podsadou. Základní barva je vždy sněhobílá, na které je oranžové stříkání. Pravidlem je i oranžové stříkání na uších, které pokračuje až k čumáku, čímž vytváří oranžovou masku. Výjimečně se ale vyskytují i sněhobílí jedinci bez stříkání. Výška se pohybuje mezi 44–56 cm, váha okolo 18 kg u dospělého jedince.
Hlava je dlouhá, úzká a suchá, její délka se pohybuje mezi 20 a 24 cm. Bez vrásek na čele. Stop nevýrazný. Uši jsou pokryté jemnou srstí, zavěšené nad horní linií očí a spadají dolů podél lící. Jsou poměrně dlouhé. Oči jsou oválné, dobře zasazené s tmavě hnědou duhovkou. Orámování očních víček je černé nebo hnědé. Nosní houba je černá s dobře otevřenými nozdrami. Zuby mají nůžkový skus. Hlas tohoto honiče je vytrvalý, pronikavý a v hluboké tónině. Krk je krátký, dobře osvalený, bez laloku nebo záhybů na kůži. Harmonicky přechází v hřbet, který je rovný, široký a svalnatý. Břicho mírně vtažené. Ocas je u kořene silný a směrem ke špičce se zužuje, má šavlovitý tvar.

## Povaha
Povahově je istrijský krátkosrstý honič temperamentní, aktivní, hbitý, rád v centru dění. Je přátelský, milý a přizpůsobivý. Je to dobrý hlídač s výrazným hlasem, který upozorní na cokoliv zvláštního a případného narušitele dokáže rychle sám usměrnit. V případě nutnosti je schopný svoji rodinu i její majetek tvrdě bránit. Vůči majiteli je loajální, oddaný, těžko si zvyká na jeho změnu. Může být mírně dominantní, v tom případě potřebuje jasně daná a neměnná pravidla. Přesto ale není zbytečně agresivní. S výjimkou klidných jedinců se nehodí pro začátečníky. K dětem je přátelský, mnohé jejich hry si nechá líbit. Ale protože má silné ochranářské pudy, je nutné si dávat pozor, třeba v situaci, kdy si dítě, člen psovy rodiny, hraje se svým vrstevníkem, pro psa neznámým člověkem. Některé dětské hry a gesta může pes chápat jako výzvu k boji, proto by mohl zasáhnout. S jinými psy umí vycházet a toleruje je, při lovu s nimi ochotně pracuje. Nehodí se do domácnosti s jinými domácími zvířaty, ať už se jedná o kočku nebo hospodářská zvířata. Má sklony pronásledovat rychle se pohybující předměty, nevyjímaje cyklisty nebo jiná zvířata. Hodí se pro lovecké využití, jako rodinný pes se může chovat jen v případě, že má dostatek pohybu a činnosti.